# جزایر گنج

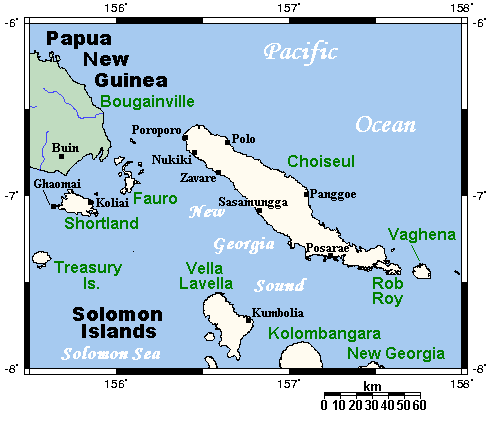
موقعیت جزایر گنج (پایین سمت چپ نقشه) در کشور جزایر سلیمان

جزایر گنج (انگلیسی: Treasury Islands) یک گروه کوچک از جزایر در چند کیلومتری جنوب جزیره بوگنویل و ۲۴ کیلومتری (۱۵ مایل) از جزایر شورتلند هستند. آنها بخشی از استان غربی (جزایر سلیمان) هستند و کشور  جزایر سلیمان را تشکیل می‌دهند.